# Krasnopresnenskaja
Krasnopresnenskaya (in russo Краснопресненская?) è una stazione della Linea Kol'cevaja, la linea circolare della Metropolitana di Mosca. È stata progettata da V.S. Yegerev, M.P. Konstantinov, Felix A. Novikov, e I.A. Pokrovsky ed è entrata in servizio il 14 marzo 1954.
La stazione presenta piloni in granito russo con cornici in marmo bianco e 14 bassorilievi di N.A. Shcherbakov, Yu.P. Pommer, Yu.G. Ushakov, V.A. Fedorov, e G.N. Kolesnikov. Otto di questi ritraggono gli eventi della rivoluzione russa del 1905, mentre gli altri sei rappresentano scene della rivoluzione russa del 1917. Le statue di Lenin e Stalin che stavano alla fine della banchina, sono state rimosse negli anni sessanta, per fare spazio al passaggio verso Barrikadnaja.
L'ingresso circolare della stazione si trova sul lato sud di Krasnaya Presnya Ulitsa, tra Druzhinnikovskaya Ulitsa e Konyushkovskaya Ulitsa. Di fronte all'entrata, si trova una scultura di A.E. Zelinsky intitolata "Combattente".

## Interscambi
Da questa stazione è possibile effettuare il trasbordo alla stazione Barrikadnaja della Linea Tagansko-Krasnopresnenskaja.